# Tanya Harding
Tanya Victoria Harding, född 23 januari 1972 i Brisbane i Queensland, är en australisk softbollspelare, som tävlat i fyra raka OS. Hon har vunnit ett tre bronsmedaljer i de olympiska sommarspelen 1996, 2000 och 2008 och en silvermedalj vid olympiska sommarspelen 2004. Harding är en av tre australiska softbollspelare som spelat i alla olympiska turneringar tillsammans med Melanie Roche och Natalie Ward. Hon spelade oftast som pitcher för det australiska landslaget och rankades som en av världens fem bästa pitchers i över ett årtionde.